# Марикопа (окръг)
 Тази статия е за окръга в САЩ.  За града вижте Марикопа (град).  
Окръг Марикопа (на английски: Maricopa County) е окръг в щата Аризона, Съединени американски щати. Площта му е 23 890 km², а населението – 4 242 997 души (2016). Административен център е град Финикс.

## Градове
- Авъндейл
- Апачи Джънкшън
- Бъкай
- Ел Мираж
- Кейв Крийк
- Кеърфрий
- Куийн Крийк
- Сърпрайз
- Толисън
- Уикънбърг
- Фаунтън Хилс